# Округ Лемберг
Округ Ле́мберг (нем. Bezirk Lemberg, Льво́вский уе́зд, пол. Powiat lwowski, укр. Львівський повіт) — административная единица коронной земли Королевство Галиции и Лодомерии в составе Австро-Венгрии (до 1867 года название государства — Австрийская империя). Существовал в период с 1854 по 1918 годы.

## История
В 1854 году была проведена административная реформа, в ходе которой в составе Королевства Галиции и Лодомерии были образованы округа и уезды. В 1867 году система округов была упразднена, а уезды — реорганизованы. Львовский уезд остался и после реформы.
Статус городов в Львовском уезде с 1896 года имели Новый Ярычев и Щирец
Львовский политический уезд состоял из следующих судебных уездов: Львовский, Винниковского и Щирецького.
После Первой мировой войны уезд вместе со всей Галицией отошёл к Польше.